# That Dog
That Dog est un groupe américain de rock alternatif, originaire de Los Angeles.

## Histoire
La chanteuse principale Anna Waronker est la fille du magnat de l'industrie du disque Lenny Waronker et de la chanteuse Donna Loren, et la sœur de Joey Waronker, batteur de Beck, R.E.M. et Atoms for Peace. Elle est mariée à Steven Shane McDonald. Petra et Rachel Haden sont les filles du bassiste de jazz Charlie Haden.
Le groupe commence quand Anna et une amie, Jenni Konner, commencent à écrire de courtes chansons punk sur les garçons. Waronker connaissait Petra et Rachel Haden depuis le lycée. L'ami commun Tony Maxwell devient le batteur.
Le premier album éponyme sort initialement en édition limitée en double 7" sur le label indépendant Magnatone Records en 1992. Il est réédité peu de temps après sur cassette et disque compact par Geffen Records. Pendant ce temps, le groupe joue souvent sur des disques d'amis et tourne avec ses camarades de label Beck et Weezer. Les membres contribuent aux chansons de Beck Girl of My Dreams, Totally Confused et au single Steve Threw Up, ainsi qu'à I Just Threw Out the Love of My Dreams de Weezer , tous sortis en faces B par les artistes précités.
1995 voit la sortie de Totally Crushed Out! en petite quantité, la tournée massive mais futile qui suit rend Waronker épuisée et découragée par l'industrie de la musique en général. Les membres du groupe contribuent à plusieurs morceaux de l'album Ball-Hog or Tugboat? de Mike Watt.
Le 8 avril 1997, That Dog sort son troisième album, Retreat from the Sun, et ajoute Kenny Woods à la guitare. Anna Waronker avait initialement l'intention de sortir l'album en tant que disque solo. Elle affirmera que son manager l'avait poussée à laisser That Dog enregistrer l'album. Retreat from the Sun est le seul succès radiophonique du groupe, Never Say Never, atteint la 27e place du classement américain Billboard Modern Rock en 1997.
Cette année-là, le groupe fait une tournée aux États-Unis avec divers groupes, dont Blur, The Wallflowers et Counting Crows. Le 2 juillet 1997, Counting Crows lance une tournée en co-tête d'affiche avec The Wallflowers qui se poursuit jusqu'en septembre. Cette tournée comprend en première partie Bettie Serveert, Engine 88, Gigolo Aunts et That Dog, chaque groupe d'ouverture étant en tournée pendant trois semaines. Lors d'une tournée avec Counting Crows, The Wallflowers jouent également leurs propres dates en tête d'affiche lorsque la tournée de Counting Crows est en pause (le leader de Counting Crows, Adam Duritz, a des cordes vocales enflées et doit se retirer de plusieurs spectacles en juillet).
Le groupe publie une déclaration officielle annonçant sa dissolution en septembre 1997. Tous les membres du groupe restent actifs dans le monde de la musique. Anna Waronker contribue à des bandes originales et sort son premier album solo, Anna, en 2002 sur son propre label Five Foot Two Records. Petra Haden fait aussi une carrière solo. Après une tournée en tant qu'invitée en 2004-2005, elle fait partie du groupe The Decemberists de 2005 à 2006. Petra Haden contribue au chant et au violon aux enregistrements de nombreux artistes, dont Green Day, Bill Frisell, Miss Murgatroid et The Rentals. Rachel Haden contribue au chœur des albums de Jimmy Eat World, Say Anything, Ozma et Nada Surf, et est aussi membre lors de la reformation de The Rentals pendant une brève période. Tony Maxwell est compositeur, notamment pour les films Chuck & Buck et The Good Girl (tous deux écrits par Mike White).
Anna Waronker et son groupe jouent fréquemment dans des clubs de la région de Los Angeles. Petra et Rachel jouent sporadiquement avec la troisième sœur Tanya (les trois sœurs sont des triplées) dans The Haden Triplets.
Reformation
Le 21 juin 2011, après quelques mois de présence officielle du groupe sur Facebook, le groupe utilise sa page pour annoncer un concert de retrouvailles le 26 août au Troubadour de Los Angeles. Un deuxième spectacle est ajouté le 28 en raison de la demande ; les deux spectacles sont complets. Les premières parties sont Tenacious D et un groupe de reprises de Prince dirigé par Maya Rudolph, qui, comme Petra et Rachel Haden, fut membre de The Rentals. Le groupe annonce des spectacles de retrouvailles supplémentaires pour 2012 : deux spectacles au Largo au Coronet de Los Angeles le 13 avril (le deuxième spectacle est ajouté après le premier à guichets fermés) et des représentations à Brooklyn, New York, les 24 et 25 mai 2012, au Music Hall de Williamsburg. L'annonce des spectacles de Los Angeles indique que le groupe se produira avec une section de cordes élargie et comportera des chansons jamais jouées auparavant.
Le 25 mai 2012, The Village Voice publie une interview d'Anna Waronker où elle laisse entendre qu'il pourrait y avoir de la nouvelle musique du groupe à l'avenir. En 2017, Waronker, Rachel Haden et Maxwell indiquent qu'ils sont en train d'enregistrer un quatrième album. Petra Haden refuse de participer au processus d'enregistrement, choisissant de ne pas continuer avec le groupe. Le 21 août 2019, le groupe annonce que son quatrième album studio Old LP sortira le 4 octobre 2019.

## Discographie
- 1994 : That Dog
- 1995 : Totally Crushed Out!
- 1997 : Retreat from the Sun
- 2019 : Old LP